# Мальви (клуб)
«Мальви» — клуб спортивного танцю у м. Тернополі.
Заснований 1979 при ПК «Текстильник» як ансамбль бального танцю. Від 1985 — народний. Лауреат республіканського турніру «Сонячні кларнети» (1986) та обласної премії імені С. Будного (1987). Почесна грамота Президії ВР УРСР (1988). Член міжнародної федерації спортивного танцю (1992).
Директор — М. Дацко, від 1994 — О. Дацко (від 1995 — президент «Мальв»).
До центру належать народний аматорський ансамбль бального танцю «Мальви» (художній керівник С. Малюта), команда формейшн у стандартній програмі (віце-чемпіон України 2003; тренер С. Манжос), зразковий дитячий колектив бального танцю «Мальвінка» (художній керівник — Н. Перлова), ансамбль естрадного танцю «Ромікс» (художній керівник — Р. Козбур).
Працюють тренери В. Бегур, О. Малюта, С. Турська.
Мистецькі колективи центру — лауреати багатьох всеукраїнських та міжнародних конкурсів спортивного танцю, чемпіонатів Європи та світу.